# Sielc (województwo podlaskie)
Sielc – wieś w Polsce położona w województwie podlaskim, w powiecie bielskim, w gminie Boćki.
| SIMC    | Nazwa                | Rodzaj    |
| ------- | -------------------- | --------- |
| 0024294 | Długie Pole Pierwsze | część wsi |
| 0024302 | Młynisk              | część wsi |

## Historia
Wieś dawniej nazywała się Sielec.
Jedna z pierwszych wzmianek o wsi pochodzi z 1558 r. i mówi, że mieszkańcy miejscowości i okolicznych wsi wraz z mieszczanami z Brańska przynależeli do parafii prawosławnej działającej przy cerkwi w Brańsku.
W Słowniku Geograficznym Królestwa Polskiego z 1889 r. nt. wsi czytamy: Sielec, wieś, powiat bielski, gubernia grodzieńska, w 2 okręgu polskim, gmina Aleksin, parafia Dołubów, o 23 wiorsty od Bielska.
W 1921 roku wieś liczyła 59 domów i 309 mieszkańców, w tym 295 katolików, 9 prawosławnych i 5 wyznawców judaizmu.
W latach 1975–1998 miejscowość położona była w województwie białostockim.

## Inne
Rzymskokatoliccy mieszkańcy miejscowości przynależą do Parafii Matki Bożej Wspomożenia Wiernych w Klichach, a prawosławni do Parafii Zaśnięcia Matki Bożej w Boćkach. Na terenie wsi działalność duszpasterską prowadzi także Kościół Chrystusowy, wyznanie protestanckie o charakterze ewangelicznym.

## Urodzeni
- Dariusz Piontkowski – polski polityk, w okresie 2019-2020 minister edukacji narodowej w rządzie Mateusza Morawieckiego